# Stíny (Agenti S.H.I.E.L.D.)
Stíny (v anglickém originále Shadows) je 1. díl 2. řady amerického televizního seriálu Agenti S.H.I.E.L.D. Scénář k epizodě napsal Jed Whedon a Maurissa Tancharoen a režíroval ji Vincent Misiano. Díl měl premiéru 23. září 2014 na stanici ABC a v Česku 26. února 2017 na Nova Action.
Kromě hlavních rolí se ve vedlejších rolích objevila Hayley Atwellová, Neal McDonough a Kenneth Choi, kteří si zopakovali role z filmu Captain America: První Avenger.

## Děj
V roce 1945 zaútočí agenti Peggy Carterová, Dum Dum Dugan a Jim Morita ze SSR, předchozí organizaci S.H.I.E.L.D.u, na poslední známou základnu Hydry a zatknou agenty Hydry, včetně jejich vůdce, Wernera Reinhardta. Zabaví všechny zbraně a technologie Hydry, které najdou, včetně modrého těla a Obelisku.
V roce 2014, bývalý agent S.H.I.E.L.D.u Browning se pokouší prodat informace o Obelisku agentce Hartleyové a jejím žoldáckým kolegům Hunterovi a Idahovi, kteří všichni pracují v utajení pro S.H.I.E.L.D., ale Browning je zavražděn Creelem, který, jak se ukáže, dokáže absorbovat vlastnosti jakékoli látky, které se dotkne.
Na Playgroundu, bývalé základně SSR, která nyní slouží jako ústředí S.H.I.E.L.D.u, si Coulson uvědomí důležitost Obelisku. Dvojitý agent Hydry a  vězeň, Grant Ward řekne Skye o tajných frekvencích, které Hydra používá ke komunikaci, a agent Koenig tak zachytí další Creelův příkaz – použít rodinu brigádního generála Glenna Talbota jako páku k nalezení obelisku. Agentka May, Skye, Hunter a Hartleyová pomohou Talbotovi bojovat s Creelem, než Talbota unesou a oklamou ho, aby jim poskytl přístupové kódy pro americkou vojenskou základnu poblíž Washingtonu, D.C., která obsahuje zabavenou techniku S.H.I.E.L.D.u.
Agenti infiltrují základnu a Hartleyová najde Obelisk. Dotkne se ho, ale ruka ji začne kamenět a proto Hunter a Idaho prchají s Hartleyovou, zatímco ostatní agenti plní rozkaz ukrást quinjet. Agent Mack se Coulsona ptá, proč by riskoval životy jen proto, aby ukradl quinjet, ale Coulson mu vysvětlí, že potřebují jeho schopnost „zmizet“, což v současnosti sami nemohou vyrobit, kvůli zranění, které nedávno utrpěl Fitz.
Zatímco agenti s Hartleyovou prchají, Creel se změní na asfalt, před vozidlem, ve kterém jsou agenti Idaho, Hartleyová a Hunter, což způsobí jejich převrácení. Hartleyová a Idaho jsou okamžitě zabiti a Creel tak získá obelisk pro svého zaměstnavatele Sunila Bakshiho. 
V závěruje odhaleno, že Bakshi pracuje pro Reinhardta, nyní vystupuje pod jménem Daniel Whitehall, který podle všeho od roku 1945 nezestárnul.

## Obsazení

### Hlavní role
- Clark Gregg jako Phil Coulson
- Ming-Na Wen jako Melinda Mayová
- Iain De Caestecker jako Leo Fitz
- Elizabeth Henstridge jako Jemma Simmonsová
- Brett Dalton jako Grant Ward
- Chloe Bennet jako Skye

### Vedlejší role
- Nick Blood jako Lance Hunter
- B. J. Britt jako Antoine Triplett
- Henry Simmons jako Alphonso MacKenzie
- Patton Oswalt jako Billy Koenig
- Adrian Pasdar jako Glenn Talbot
- Brian Patrick Wade jako Carl Creel
- Simon Kassianides jako Sunil Bakshi